# Ekspedycja 23
Ekspedycja 23 – dwudziesta trzecia ekspedycja na Międzynarodową Stację Kosmiczną, która rozpoczęła się 18 marca 2010, a zakończyła się 2 czerwca 2010 o 00:04 UTC w momencie odcumowania statku Sojuz TMA-17 z trzema członkami ekspedycji. Pozostali trzej członkowie stali się członkami Ekspedycji 24. Członkowie załogi ekspedycji przybyli na ISS na pokładach rosyjskich statków Sojuz TMA-17 i Sojuz TMA-18.

## Załoga
Załoga stacji składała się z sześciorga członków, trzech z nich (Oleg Kotow, Timothy Creamer i Sōichi Noguchi) przeszło z Ekspedycji 22, pozostali troje przylecieli na stację 4 kwietnia 2010 na pokładzie Sojuza TMA-18:
- Oleg Kotow (2) Dowódca – Roskosmos
- Timothy Creamer (1) Inżynier pokładowy 1 – NASA
- Sōichi Noguchi (2) Inżynier pokładowy 2 – JAXA
- Aleksandr Skworcow (1), Inżynier pokładowy 3 – Roskosmos
- Michaił Kornijenko (1), Inżynier pokładowy 4 – Roskosmos
- Tracy Caldwell Dyson (2), Inżynier pokładowy 5 – NASA

Liczba w nawiasie oznacza liczbę lotów odbytych przez każdego z astronautów, łącznie z Ekspedycją 23.